# I Persiani
I Persiani (in greco antico: Πέρσαι?, Pèrsai) è una tragedia di Eschilo, rappresentata per la prima volta nel 472 a.C. ad Atene. È in assoluto la più antica opera teatrale che ci sia pervenuta per intero.

## Trama
La tragedia è ambientata a Susa, la residenza del re di Persia, dove la regina Atossa, madre del regnante Serse, ed i vecchi e fedeli soldati di Dario, lasciati a presidiare la capitale, attendono con ansia l'esito della spedizione persiana contro la Grecia. In un'atmosfera cupa e colma di presagi funesti, la regina racconta un sogno angoscioso fatto quella notte. Non appena la regina finisce di narrare il sogno, arriva un messaggero, che porta l'annuncio della totale disfatta della flotta dei Persiani a Salamina. La battaglia viene raccontata accuratamente, dapprima con la descrizione delle flotte, poi con l'analisi delle fasi dello scontro e infine con il quadro desolante delle navi persiane distrutte, galleggianti in rottami in mare e dei soldati superstiti privi di aiuto. Lamenti e pianti riempiono la scena fino alla comparsa dello spettro del defunto padre di Serse, Dario, marito di Atossa. Lo spettro dà una spiegazione etica alla disfatta militare, giudicandola la giusta punizione per la hýbris (tracotanza) di cui si è macchiato il figlio, che non ha voluto limitarsi, come il padre Dario, ad amministrare il proprio impero, ma ha voluto estenderlo verso l'Europa. Arriva infine il diretto interessato, lo stesso re Serse, sconfitto e distrutto, che unisce il proprio lamento di disperazione a quello del coro, in un canto luttuoso che chiude la tragedia.

## Commento

### Un dramma storico
Quest'opera è la più antica tragedia che ci sia pervenuta integra, il che vuol dire la più antica opera teatrale in assoluto che possediamo. Essa rappresenta gli albori del teatro, poiché, quando essa fu messa in scena, le rappresentazioni teatrali ad Atene erano cominciate da appena una sessantina d'anni. L'opera presenta alcune caratteristiche tipiche delle tragedie più arcaiche: l'assenza del prologo, il basso numero di personaggi, la semplicità della trama, nonché l'importanza preponderante attribuita al coro, che qui rappresenta un gruppo di anziani consiglieri del re.
D'altro canto l'opera ha una caratteristica molto peculiare nel corpus di tragedie che ci sono rimaste: è l'unica che tratti un argomento storico, anziché rifarsi alla mitologia. In effetti la battaglia di Salamina, combattuta tra i Persiani ed un gruppo di poléis greche, era avvenuta appena otto anni prima, nel 480 a.C., per cui senz'altro molti degli spettatori (nonché, a quanto pare, lo stesso Eschilo) vi avevano preso parte. Ecco quindi che il dramma del re Serse corrispondeva ad una grande pagina di storia per i cittadini di Atene ed altre città, i quali con una sapiente strategia erano riusciti a respingere un esercito molto più grande ed armato del loro. La battaglia tra greci e persiani diventa dunque simbolicamente la guerra tra un re dispotico e incapace di frenare la propria hýbris, e il sistema democratico ateniese, dove era il popolo ad esercitare il comando.
Eschilo tuttavia non fu l'inventore della tragedia ad argomento storico: due tragedie di Frinico (La presa di Mileto e Le fenicie), risalenti rispettivamente al 490 a.C. circa e al 476, si rifacevano anch'esse alla guerra tra greci e persiani.

### La trilogia
L'opera faceva parte, secondo la ricostruzione dei filologi, di una trilogia tragica che comprendeva anche Fineo e Glauco (anche detto Glauco Potnieo), cui si aggiungeva il dramma satiresco Prometeo che accende il fuoco. Tale ricostruzione però è dubbia, poiché Eschilo in genere usava la trilogia legata (ossia tre tragedie che raccontavano un'unica lunga storia), mentre questa ipotetica trilogia non avrebbe un unico intreccio narrativo.
Si è ipotizzato quindi che le tragedie di questa trilogia fossero legate, più che dalla trama, dal ricorrere di alcune tematiche ed immagini. In particolare, sembrerebbe che la contrapposizione tra Europa ed Asia (evidentissima nella guerra tra greci e persiani) riappaia nei personaggi di Fineo e di Glauco: Fineo abita la costa europea del Bosforo, mentre Glauco è progenitore dei re della Licia, regione dell'Asia Minore.